# Зигисмунд Лудвиг фон Дитрихщайн
Зигисмунд Лудвиг фон Дитрихщайн (на немски: Sigmund Ludwig Graf von Dietrichstein; * 1603; † 18 октомври 1653, Грац) е благородник от австрийския благороднически род Дитрихщайн-Ебенау от Каринтия, издигнат на граф през 1631 г. Той също е фрайхер на Холенбург на Драва и Финкенщайн, императорски камер-хер, съветник и президент на дворцовия съвет.

## Живот
Той е син на фрайхер Еразмус фон Дитрихщайн цу Вайхселщет и втората му съпруга Юлиана Ваген фон Вагеншперг, дъщеря на Йохан Балтазар Ваген фон Вагеншперг († 1612) и Катарина Шрот фон Киндберг (* 1548). Брат е на Георг Зайфрид фон Дитрихщайн († сл. 1673 в Мантуа) и Йохан Балтазар фон Дитрихщайн († 1634). Внук е на фрайхер Зайфрид цу Вайхселщет († 1583) и Урсула фон Зигерсдорф. Правнук е на Леонард фон Дитрихщайн-Вайхселщет († сл. 1559) и Луция (фон Линдек).
Зигисмунд Лудвиг е роден като протестант, става католик през 1630 г. Той служи на императорите Фердинанд II, Фердинанд III и Леополд I като камер-хер, съветник и президент на дворцовия съвет. През 1631 г. Зигисмунд Лудвиг и брат му Йохан Балтазар са издигнати на графове.

## Фамилия
Зигисмунд Лудвиг фон Дитрихщайн се жени 1632 г. за графиня Анна Мария фон Мегау (* 1610; † 30 април 1698, Виена), дъщеря на граф Леонхард Хелфрид фон Мегау (1577 – 1644) и фрайин Анна Сузана Куен фон Белази († 1628). Те имат осем деца:
- Анна Терезия фон Дитрихщайн, омъжена на 2 септември 1653 г. за граф Франц Никлас Лодрон († 15 юли 1695)
- Пиус Андреа Йозеф фон Дитрихщайн
- Франц Йозеф фон Дитрихщайн († 1722)
- Зигмунд Хелфрид фон Дитрихщайн (* 1635; † 2 април 1690;), женен на 8 март 1666 г. за Изабела Гонзага (* 1638; † 26 април 1702), вдовица на граф Клаудио III ди Колалто, дъщеря на княз Анибале Гонзага (1602 – 1668) и херцогиня Хедвига Мария фон Саксония-Лауенбург (1597 – 1644)
- Елеонора фон Дитрихщайн (* 1 септември 1639, Грац; † 15 февруари 1704, Виена), омъжена на 6 ноември 1657 г. в Грац за граф Йохан Ото фон Риндсмаул († 28 септември 1667, Грац)
- Сузана Поликсена фон Дитрихщайн († 20 юни 1706), омъжена за граф Бернард Игнац Борцита з Мартиниц (* 1603; † 7 януари 1685, Прага), 1657 г. рицар на Ордена на Златното руно
- Франц Адам фон Дитрихщайн (* 30 март 1642, Грац; † 24 юли 1702, Виена), граф на Дитрихщайн-Вайхселщет, фрайхер на Холенбург и Финкенщайн, женен 1666/1669 г. за графиня Мария Цецилия Терезия фон Траутмансдорф (* 1647; † 13 декември 1706, Грац), дъщеря на граф Георг Кристоф фон Траутмансдорф († 1660) и фрайин Мария Розалия Анна Барбара фон Риндсмаул († 1665)
- Георг Зайфрид фон Дитрихщайн (* 17 ноември 1645; † 27 декември 1714), граф на Дитрихщайн-Финкенщайн, женен I. на 24 април 1676 г. за фрайин Йохана Мария Хофман фон Грюнбюхел († 26 декември 1680), II. на 25 декември 1706 г. за графиня Мария Розалия фон Херберщайн (* 8 август 1661; † 1731)